# Reece Noi
Reece Noi (Manchester, 13 juni 1988) is een Brits acteur.

## Biografie
Noi werd geboren in Manchester bij een Afro-Caraïbische moeder en een Engelse vader. Het acteren heeft hij geleerd aan de Laine Johnson Theatre School in Manchester.
Noi begon in 2000 met acteren in de film Seeing Red, waarna hij nog meerdere rollen speelde in films en televisieseries. Hij is vooral bekend van zijn rol als Taylor Mitchell in de televisieserie Grange Hill waar hij in 51 afleveringen speelde (2004-2007).

## Filmografie

### Films
Uitgezonderd korte films.
- 2022 Diary of a Spy - als Camden
- 2020 Unsound - als Noah
- 2016 Away - als Damo
- 2016 Bliss! - als Danny Robson
- 2016 K-Shop - als Malik
- 2011 Seamonsters - als Kieran
- 2010 Four Lions - als schouderjongen
- 2003 The Virgin of Liverpool - als Wesley Churchill
- 2003 Real Men - als Lester
- 2001 My Kingdom - als de jongen
- 2000 Seeing Red - als Wayne

### Televisieseries
Uitgezonderd eenmalige gastrollen.
- 2022 The Mysterious Benedict Society - als Marlon - 6 afl.
- 2014-2015 Game of Thrones - als Keyr - 3 afl.
- 2012 Switch - als Aaron - 5 afl.
- 2012 Hit & Miss - als Levi - 6 afl.
- 2011 Silk - als Mark Draper - 3 afl.
- 2009 Father & Son - als Sean O'Connor - 4 afl.
- 2009 Waterloo Road - als Earl Kelly - 8 afl.
- 2007-2008 Emmerdale - als Ryan Hayworth - 4 afl.
- 2007 Doctors - als Sam Davies - 6 afl.
- 2007 Dalziel and Pascoe - als Dean Bennett - 2 afl.
- 2004-2007 Grange Hill - als Taylor Mitchell - 51 afl.
- 2004 Conviction - als Darrell Milland - 2 afl.

- International Standard Name Identifier: 0000 0001 3357 9045
- Library of Congress Control Number: no2014046514
- Virtual International Authority File: 308181307
- WorldCat: E39PBJrm7CJMvY6GKVyBX87yh3